# Élections législatives de 2002 dans l'Yonne
Les élections législatives françaises de 2002 se déroulent les 9 et 16 juin 2002. Dans le département de l'Yonne, trois députés sont à élire dans le cadre de trois circonscriptions.

## Élus
| Circonscription | Député sortant      | Parti | Parti | Député élu ou réélu | Parti | Parti |
| --------------- | ------------------- | ----- | ----- | ------------------- | ----- | ----- |
| 1re             | Jean-Pierre Soisson |       | MDR   | Jean-Pierre Soisson |       | UMP   |
| 2e              | Henri Nallet        |       | PS    | Jean-Marie Rolland  |       | UMP   |
| 3e              | Philippe Auberger   |       | RPR   | Philippe Auberger   |       | UMP   |

## Résultats

### Résultats à l'échelle du département
| Parti                                     | Parti                               | Premier tour | Premier tour | Second tour | Second tour | Sièges |
| Parti                                     | Parti                               | Voix         | %            | Voix        | %           | Sièges |
| ----------------------------------------- | ----------------------------------- | ------------ | ------------ | ----------- | ----------- | ------ |
|                                           | Union pour un mouvement populaire   | 57 804       | 39,11        | 76 927      | 57,10       | 3      |
|                                           | Divers droite                       | 5 751        | 3,89         |             |             | 0      |
|                                           | Mouvement pour la France            | 1 572        | 1,06         | 0           |             |        |
|                                           | Majorité présidentielle             | 65 127       | 44,07        | 76 927      | 57,10       | 3      |
|                                           |                                     |              |              |             |             |        |
|                                           | Parti socialiste et PRG             | 42 738       | 28,92        | 57 799      | 42,90       | 0      |
|                                           | Divers gauche dont Pôle républicain | 3 433        | 2,32         |             |             | 0      |
|                                           | Gauche parlementaire                | 46 171       | 31,24        | 57 799      | 42,90       | 0      |
|                                           |                                     |              |              |             |             |        |
|                                           | Front national                      | 23 778       | 16,09        |             |             | 0      |
|                                           | Extrême gauche dont LCR, LO et PT   | 5 978        | 4,05         | 0           |             |        |
|                                           | Chasse, pêche, nature et traditions | 3 336        | 2,26         | 0           |             |        |
|                                           | Mouvement national républicain      | 2 057        | 1,39         | 0           |             |        |
|                                           | Divers écologiste                   | 1 016        | 0,69         | 0           |             |        |
|                                           | Divers                              | 321          | 0,22         | 0           |             |        |
|                                           |                                     |              |              |             |             |        |
| Inscrits                                  | Inscrits                            | 236 154      | 100,00       | 236 103     | 100,00      | 3      |
| Abstentions                               | Abstentions                         | 84 803       | 35,91        | 94 750      | 40,13       |        |
| Votants                                   | Votants                             | 151 351      | 64,09        | 141 353     | 59,87       |        |
| Blancs et nuls                            | Blancs et nuls                      | 3 567        | 2,36         | 6 627       | 4,69        |        |
| Exprimés                                  | Exprimés                            | 147 784      | 97,64        | 134 726     | 95,31       |        |
| Source : Ministère de l'Intérieur - Yonne |                                     |              |              |             |             |        |

### Résultats par circonscription

#### Première circonscription (Auxerre)
| Candidat       | Candidat                          | Parti            | Premier tour | Premier tour | Second tour | Second tour |  |
| Candidat       | Candidat                          | Parti            | Voix         | %            | Voix        | %           |  |
| -------------- | --------------------------------- | ---------------- | ------------ | ------------ | ----------- | ----------- |  |
|                | Jean-Pierre Soisson sortant réélu | UMP              | 21 131       | 43,96        | 25 067      | 57,18       |  |
|                | Florence Parly                    | PS               | 14 245       | 29,63        | 18 772      | 42,82       |  |
|                | Nicole Aureau                     | FN               | 6 847        | 14,24        |             |             |  |
|                | Jean-Paul Rousseau                | Pôle républicain | 1 470        | 3,06         |             |             |  |
|                | Ghislaine Gandon                  | CPNT             | 1 358        | 2,82         |             |             |  |
|                | Pierre Laguillaumie               | LCR              | 1 352        | 2,81         |             |             |  |
|                | Christine Pelletier               | LO               | 706          | 1,47         |             |             |  |
|                | Huguette Moyen                    | MNR              | 539          | 1,12         |             |             |  |
|                | Dominique Rakotomalala            | PT               | 424          | 0,88         |             |             |  |
|                |                                   |                  |              |              |             |             |  |
| Inscrits       | Inscrits                          | Inscrits         | 75 963       | 100,00       | 75 953      | 100,00      |  |
| Abstentions    | Abstentions                       | Abstentions      | 26 679       | 35,12        | 29 930      | 39,41       |  |
| Votants        | Votants                           | Votants          | 49 284       | 64,88        | 46 023      | 60,59       |  |
| Blancs et nuls | Blancs et nuls                    | Blancs et nuls   | 1 212        | 2,46         | 2 184       | 4,75        |  |
| Exprimés       | Exprimés                          | Exprimés         | 48 072       | 97,54        | 43 839      | 95,25       |  |

#### Deuxième circonscription (Avallon)
| Candidat       | Candidat                  | Parti          | Premier tour | Premier tour | Second tour | Second tour |  |
| Candidat       | Candidat                  | Parti          | Voix         | %            | Voix        | %           |  |
| -------------- | ------------------------- | -------------- | ------------ | ------------ | ----------- | ----------- |  |
|                | Jean-Yves Caullet sortant | PS             | 15 304       | 33,6         | 20 174      | 47,53       |  |
|                | Jean-Marie Rolland élu    | UMP            | 13 319       | 29,24        | 22 274      | 52,47       |  |
|                | Marc Fournier             | FN             | 7 162        | 15,72        |             |             |  |
|                | Maurice Pianon            | Divers droite  | 5 387        | 11,83        |             |             |  |
|                | Serge Courtin             | CPNT           | 1 073        | 2,36         |             |             |  |
|                | Armand Gaudiau            | LO             | 943          | 2,07         |             |             |  |
|                | Claude Moreau             | MNR            | 881          | 1,93         |             |             |  |
|                | Jacques Kotoujansky       | MPF            | 599          | 1,32         |             |             |  |
|                | Michel Villerey           | PT             | 586          | 1,29         |             |             |  |
|                | Thierry Amblard           | Divers gauche  | 293          | 0,64         |             |             |  |
|                |                           |                |              |              |             |             |  |
| Inscrits       | Inscrits                  | Inscrits       | 72 557       | 100,00       | 72 547      | 100,00      |  |
| Abstentions    | Abstentions               | Abstentions    | 25 786       | 35,54        | 27 967      | 38,55       |  |
| Votants        | Votants                   | Votants        | 46 771       | 64,46        | 44 580      | 61,45       |  |
| Blancs et nuls | Blancs et nuls            | Blancs et nuls | 1 224        | 2,62         | 2 132       | 4,78        |  |
| Exprimés       | Exprimés                  | Exprimés       | 45 547       | 97,38        | 42 448      | 95,22       |  |

#### Troisième circonscription (Sens)
| Candidat       | Candidat                        | Parti             | Premier tour | Premier tour | Second tour | Second tour |  |
| Candidat       | Candidat                        | Parti             | Voix         | %            | Voix        | %           |  |
| -------------- | ------------------------------- | ----------------- | ------------ | ------------ | ----------- | ----------- |  |
|                | Philippe Auberger sortant réélu | UMP               | 23 354       | 43,12        | 29 586      | 61,08       |  |
|                | Daniel Paris                    | PRG (PS)          | 13 189       | 24,35        | 18 853      | 38,92       |  |
|                | Édouard Ferrand                 | FN                | 9 769        | 18,04        |             |             |  |
|                | Dominique Calvary               | diss. PS          | 1 670        | 3,08         |             |             |  |
|                | Daniel Vey                      | LCR               | 1 185        | 2,19         |             |             |  |
|                | Jean-Marc Ribouleau             | Divers écologiste | 1 016        | 1,88         |             |             |  |
|                | Claude Dassié                   | MPF               | 973          | 1,8          |             |             |  |
|                | Andries Louws                   | CPNT              | 905          | 1,67         |             |             |  |
|                | Jocelyne Puget                  | LO                | 782          | 1,44         |             |             |  |
|                | Jean Coulon                     | MNR               | 637          | 1,18         |             |             |  |
|                | Jacques Dehergne                | Divers droite     | 364          | 0,67         |             |             |  |
|                | Hervé Blanquer                  | Divers            | 321          | 0,59         |             |             |  |
|                |                                 |                   |              |              |             |             |  |
| Inscrits       | Inscrits                        | Inscrits          | 87 634       | 100,00       | 87 603      | 100,00      |  |
| Abstentions    | Abstentions                     | Abstentions       | 32 338       | 36,9         | 36 853      | 42,07       |  |
| Votants        | Votants                         | Votants           | 55 296       | 63,1         | 50 750      | 57,93       |  |
| Blancs et nuls | Blancs et nuls                  | Blancs et nuls    | 1 131        | 2,05         | 2 311       | 4,55        |  |
| Exprimés       | Exprimés                        | Exprimés          | 54 165       | 97,95        | 48 439      | 95,45       |  |